# Batallón de Transmisiones de la 3.ª División de Infantería
El Batallón de Transmisiones de la 3.° División de Infantería (3. Infanterie-Divisions-Nachrichten-Abteilung) fue un Batallón de transmisiones del Ejército alemán (Heer) durante la Segunda Guerra Mundial.

## Historia
Formado el 15 de octubre de 1935 desde el Batallón de Transmisiones Potsdam A. El 27 de octubre de 1940 es renombrado 3.er Batallón de Infantería de Transmisiones Divisionales (motorizado).